# Edward Tiffin
Edward Tiffin (Carlisle, 19 giugno 1766 – Chillicothe, 9 agosto 1829) è stato un politico statunitense.
Membro del Partito Democratico-Repubblicano, Tiffin è stato il primo Governatore dell'Ohio. Emigrò a Charles Town, in Virginia, con i suoi genitori, nel 1791, e aprì un centro medico. In seguito, Tiffin si trasferì, insieme a Thomas Worthington, nel 1798, a Chillicothe, in Ohio.
Egli arrivò da Arthur St. Clair, governatore del Territorio del nord-ovest, con una lettera indirizzatagli da George Washington, in cui gli era consigliato di intraprendere una carica pubblica. Tiffin fu l'oratore della Casa dei Rappresentativi territoriale dal 1799 al 1801 e, in seguito, il presidente della commissione per la Costituzione dell'Ohio del 1802. Tiffin fu subito eletto Presidente quando l'Ohio fu ammesso agli Stati Uniti d'America l'anno seguente. Fu eletto senza voti negativi una prima volta e rieletto una seconda volta dopo due anni.
Venne eletto Senatore nel 1806 e si dimise dal ruolo di governatore nel marzo 1807. Fu rieletto per altri anni ma si dimise subito dopo la morte della moglie. Restò fuori dalla vita politica per pochi mesi, dopo di che venne rieletto oratore nella Casa dei Rappresentanti tra il 1809 e il 1811. Tiffin fu il primo commissionario del General Land Office, società che assegnava i territori nell'Ohio.
Aiutò a rimuovere dal Governo le annotazioni federali, dopo di che fu licenziato durante la Guerra del 1812. Nel 1814 divenne il Perito Generale del Territorio del nord-ovest, sostituendo Josiah Meigs. Tiffin, a quel tempo, viveva nella città di Chillicothe. Tiffin lavorò nella posta per alcune settimane prima di morire. La città di Tiffin nell'Ohio nord-occidentale è chiamata così in suo onore.